# ميلتون لاثام
ميلتون لاثام (بالإنجليزية: Milton Latham)‏ هو محامي وسياسي أمريكي، ولد في 23 مايو 1827 في كولومبوس في الولايات المتحدة، وتوفي في 4 مارس 1882 في نيويورك في الولايات المتحدة. حزبياً، نشط في Lecompton Constitution ‏ والحزب الديمقراطي. وقد انتخب حاكم كاليفورنيا (9 يناير 1860 – 14 يناير 1860) وانتخب عضو مجلس النواب الأمريكي وانتخب عضو مجلس الشيوخ الأمريكي عن دائرة كاليفورنيا (5 مارس 1860 – 3 مارس 1863).